# Rhodamine 6G
La rhodamine 6G est un composé organique colorant, une teinture. Elle est souvent utilisée comme colorant traceur dans l'eau pour déterminer les volumes, débits et directions d'écoulement et de transport. Les colorants rhodamines sont fluorescents et sont ainsi facilement et à peu de frais détectables par des instruments appelés fluoromètres. Les colorants rhodamines sont utilisés abondamment dans des applications de biotechnologie telles que la microscopie à fluorescence, la cytométrie en flux, la spectroscopie de corrélation de fluorescence, l'ELISA.
La rhodamine 6G est aussi utilisée dans les lasers à colorants et est pompée par la seconde harmonique (à 532 nm) d'un laser Nd-YAG ou d'un laser azote (en). Ce colorant a une remarquablement haute photostabilité, un rendement quantique très élevé (0.95), un coût peu élevé et sa gamme laser est proche de son maximum d'absorption (~530 nm). La gamme laser de ce colorant est de 555 à 585 nm avec un maximum à 551 nm.
La rhodamine 6G apparaît habituellement sous trois différentes formes. La forme chlorhydrate qui est une poudre bronze/rouge avec la formule brute C28H31ClN2O3. Bien que très soluble, cette formulation est très corrosive sur beaucoup de métaux sauf l'acier inoxydable. Les autres formulations sont moins solubles mais aussi moins corrosives. Le perchlorate de la rhodamine 6G, C28H31ClN2O7, est une poudre cristalline rouge tandis que le tétrafluoroborate , C28H31BF4N2O3, est marron.

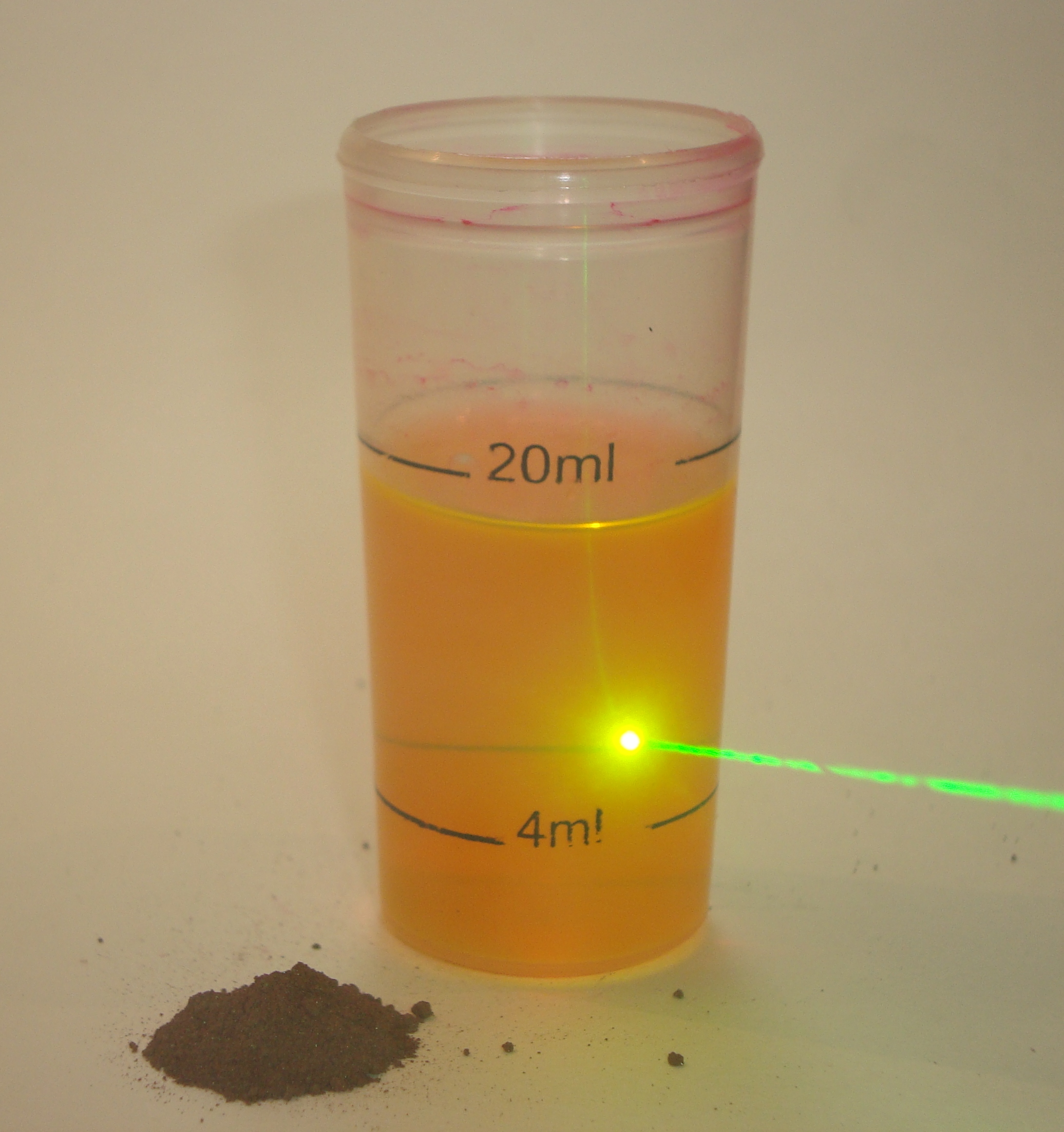
La rhodamine 6G dissoute dans du méthanol, émet une lumière jaune sous illumination d'un laser vert.
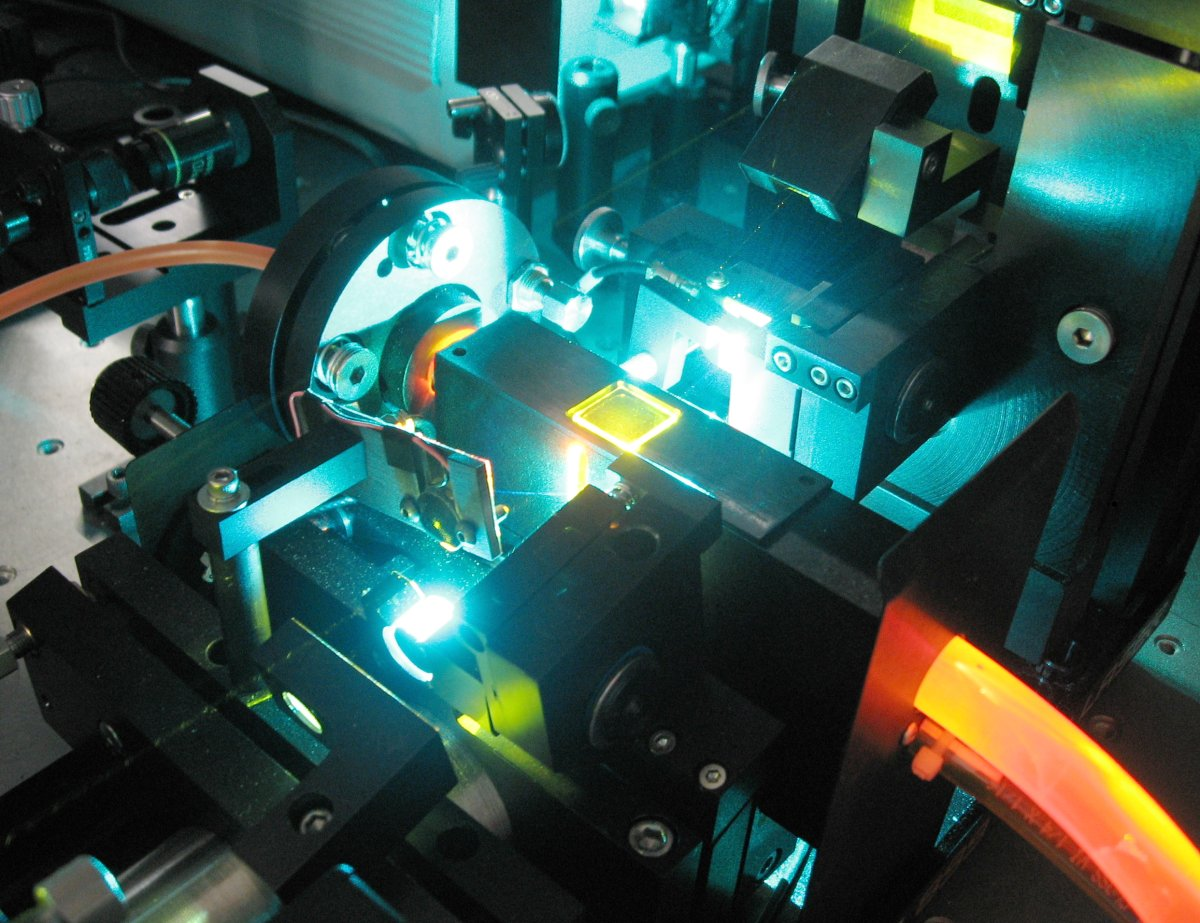
Laser à colorants à base de rhodamine 6G. La solution de colorant est le liquide orange dans les tubes.

## Solubilité[2]
- butanol : 40 g·l-1
- éthanol : 80
- méthanol : 400
- propanol : 15
- isopropanol : 15
- éthylène glycol : 50
- diéthylène glycol : 100
- triéthylène glycol : 100
- éthoxyéthanol : 25
- 2-méthoxyéthanol : 50
- dipropylène glycol : 30
- polyéthylène glycol : 20.